# Accidente de Åsta
El accidente ferroviario de Åsta ocurrió a las 13:12:25 del 4 de enero de 2000 en Åsta, municipio de Åmot (Noruega), al sur de Rena, en Østerdalen. Un tren procedente de Trondheim colisionó con un tren local procedente de Hamar en la línea de Røros, lo que provocó un incendio explosivo. 19 personas murieron y 67 sobrevivieron.

## Relato del accidente

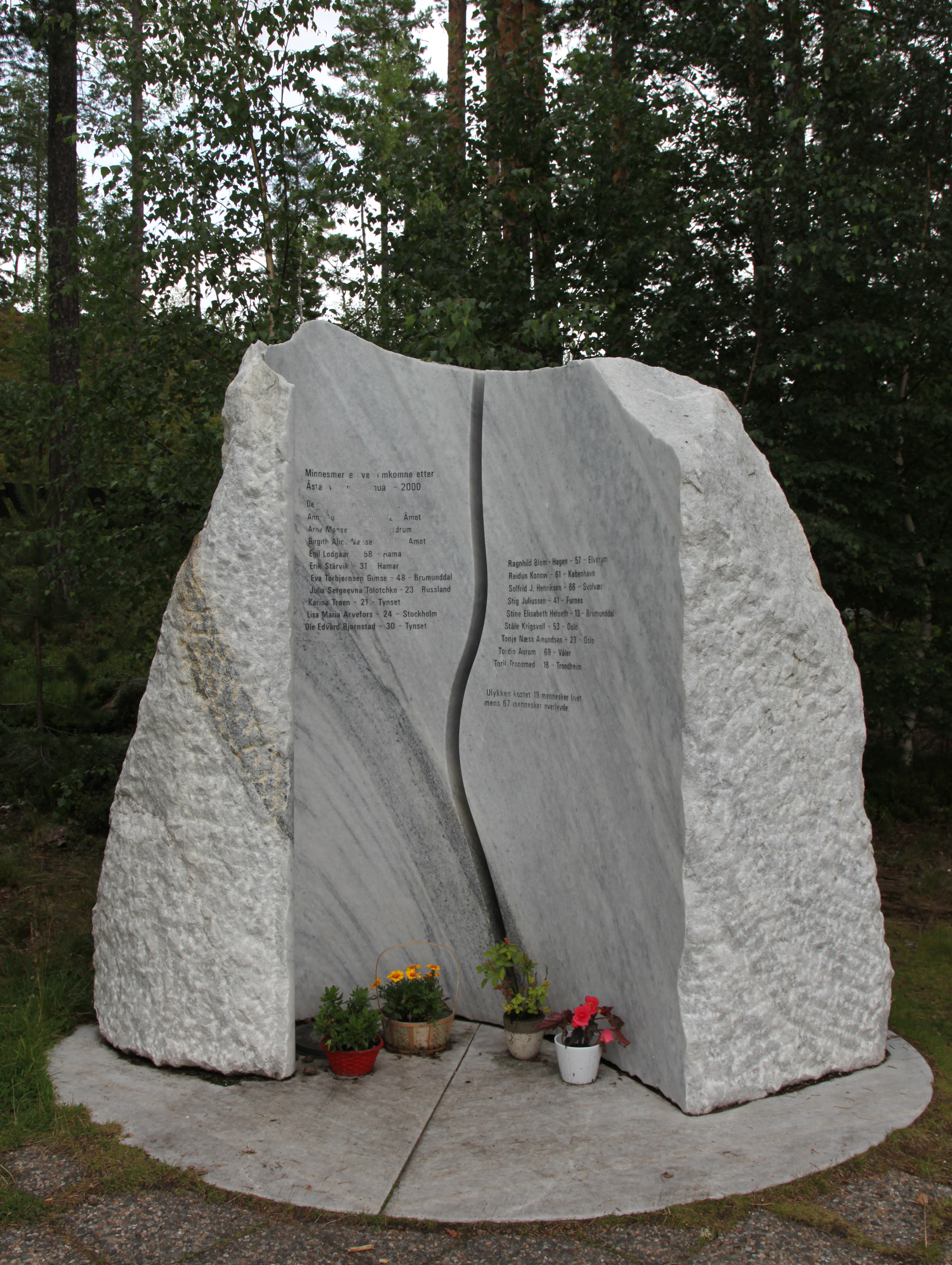
Piedra conmemorativa con los nombres de las 19 personas fallecidas en el accidente.

El tren 2302 en dirección sur, remolcado por una locomotora diésel Di 3,  partió puntualmente de la estación central de Trondheim a las 7:45 de la mañana del martes 4 de enero de 2000 con 75 personas a bordo. Su destino final era la estación de Hamar. Debido a los retrasos de los trenes de conexión, la salida del tren de la estación de Røros se retrasó 21 minutos. El retraso se recuperó parcialmente y, al llegar y salir de la estación de Rena, el tren llevaba solo 7 minutos de retraso. Al salir, la señal estaba en verde, y el registro del centro de control de tráfico de Hamar tras el accidente mostraba que la señal en dirección sur de la línea principal también estaba en verde.
El tren 2369 en dirección norte, una unidad múltiple diésel Clase 92,  partió de la estación de Hamar a las 12:30 con 10 pasajeros a bordo. El tren se dirigía a la estación de Rena, tras lo cual regresaría a Hamar. En la estación de Rustad, el tren se detuvo para recoger a un pasajero a las 13:06 y, según el horario, debía permanecer en Rustad hasta las 13:10 para esperar al tren del norte. Cuando el tren partió de Rustad a las 13:07 con 11 personas a bordo, incluyendo al ingeniero y al conductor, el registro muestra que la señal no estaba en verde. El registro también reveló que el tren en dirección norte había forzado la apertura de los puntos de salida.
El control de tráfico en la línea Rørosbanen entre Hamar y Røros está a cargo del Centro de Control de Trenes de Hamar. El despachador también era responsable de supervisar el tramo más concurrido al sur, desde Hamar hasta la estación de Eidsvoll. No se instaló ninguna alarma sonora para avisar cuando dos trenes se encontraban en rumbo de colisión en este tramo, y aunque pudo verse un mensaje en rojo en la pantalla advirtiendo de la inminencia de un accidente, el controlador de tráfico no observó esta advertencia visual hasta las 13:11:30.
En el momento del accidente, los trenes de la línea Røros no contaban con Control Automático de Trenes (ATC, un sistema para detener automáticamente los trenes) ni radio. La única forma de contactar con los trenes era a través de teléfonos móviles. Los números de teléfono móvil de los maquinistas y conductores se habían registrado en una lista incorrecta o no figuraban en la lista. Por lo tanto, cuando el controlador de tráfico de Hamar detectó el problema, no pudo determinar qué número marcar.
A las 13:12:35 los trenes colisionaron en el kilómetro 182,75.

## Secuelas
El 1 de septiembre de 1997, la Administración Nacional de Ferrocarriles de Noruega y los Ferrocarriles Estatales de Noruega introdujeron nuevas rutinas de salida para los trenes de pasajeros. En estas rutinas, solo el maquinista, y no tanto el maquinista como el conductor como antes, debían comprobar que la señal principal de salida de una estación indicara "salir" antes de que el tren partiera. Esto ocurrió a pesar de que la Inspección de Ferrocarriles de Noruega no aceptó la introducción de los nuevos procedimientos de salida en la línea de Røros, entre otras razones debido a las condiciones especiales de la zona. La Inspección de Ferrocarriles protestó, también ante el Ministerio de Transportes y Comunicaciones de Noruega, y obtuvo apoyo de este, sin que esto modificara los procedimientos de salida vigentes.

## Impacto en la seguridad ferroviaria

### Trasfondo
El 22 de febrero de 1975, el desastre del tren de Tretten ocurrió en la línea Dovre,   matando a 27 personas.  El accidente fue muy similar al de Åsta, ya que fue una colisión frontal en una sección con CTC, después de que el conductor del tren leyera mal una señal de stop. Después de ese accidente, se concluyó que una señal de stop no era suficiente y en 1976 NSB decidió instalar parada automática de trenes (ATS) en todas las líneas principales electrificadas.  Un prototipo de un sistema ATS fue desarrollado por SINTEF y probado en la estación Espa en 1971. Sin embargo, el sistema seleccionado fue el sistema ATC que LM Ericsson desarrolló para los ferrocarriles estatales suecos. A partir de 1979 el sistema se implementó en las principales líneas ferroviarias, incluidas las líneas Bergen, Dovre, Sørlandet, Ofoten, Østfold y Kongsvinger. A partir de 1995 se implantó también el control automático de trenes (ATC), que permite emitir automáticamente no sólo señales de parada, sino también señales de velocidad. 
En un informe de 1989 elaborado por Det Norske Veritas para NSB, la continua implantación del ATC fue fundamental para mantener la seguridad en la red ferroviaria. El informe recomendó que todas las líneas de Noruega con control de tráfico centralizado (CTC) contaran con ATC antes del 1 de enero de 1995. En particular, la línea de Drammen entre Oslo y Asker y la línea de Vestfold carecían de dicha implementación. Además, el informe recalcó que todas las nuevas líneas que recibieran CTC también deberían recibir ATC simultáneamente.  En 1992 y 1993 se otorgó financiación para acelerar la implantación, tanto en la línea de Røros como en la línea de Østfold Oriental . La necesidad del ATC también se especificó en el Plan Nacional de Ferrocarriles 1994-97. 
El CTC en la línea de Røros al sur de Røros se completó en diciembre de 1994, pero sin ATC. Esto permitió eliminar la costosa dotación de personal en las estaciones (para operar manualmente los bucles de paso). Los planes para el ATC se completaron en noviembre de 1995 y posteriormente se sometieron a consulta pública . En abril de 1997, se completó el proceso de planificación. En el Plan Ferroviario Noruego 1998-2007, el Ministerio de Transporte y Comunicaciones declaró explícitamente que el ATC, junto con el CTC y el sistema de radio ferroviaria Scanet, solo se construiría en líneas donde fuera rentable. En la línea de Røros se mencionó el ATC "a medio plazo", pero no formó parte del plan decenal. El plan fue posteriormente aprobado por el Parlamento de Noruega.  Las razones para no asignar dinero se debieron en parte a los sobrecostes de la construcción de la línea Gardermoen y en parte a que las personas en puestos centrales de NSB no estaban seguras de si se mantendría la línea Røros y si era económico hacer grandes inversiones en una línea que sería cerrada. 

### Implementaciones
Scanet fue reemplazado por el Sistema Global para Comunicaciones Móviles Ferroviarias (GSM-R) en 2007.  El sistema, entregado por Nokia Siemens Networks, se ejecutó a tiempo y dentro del presupuesto, y convirtió a Noruega en uno de los primeros países en implementarlo completamente en toda Europa.  Tras la implementación completa de GSM-R el 1 de noviembre, Scanet fue cerrado gradualmente.  El nuevo sistema se ha caracterizado por ser más sencillo de usar y ofrecer una mejor calidad de audio que Scanet. 